# Charles de Freycinet
Charles Louis de Saulces de Freycinet (Foix, 14 de Novembro de 1828 - Paris, 14 de Maio de 1923) foi um estadista francês e quatro vezes primeiro-ministro durante a Terceira República. Ele também cumpriu um mandato importante como Ministro da Guerra (1888-1893). Ele pertencia à facção dos republicanos oportunistas.
Ele foi eleito membro da Academia de Ciências e, em 1890, o décimo quarto membro a ocupar uma cadeira na Académie Française.

## Biografia

### Primeiros anos
Freycinet nasceu em Foix (Ariège) de uma família protestante e era sobrinho de Louis de Freycinet, um navegador francês. Charles Freycinet foi educado na École Polytechnique. Ele entrou para o serviço público como engenheiro de minas. Em 1858 foi nomeado gerente de tráfego da Compagnie de chemins de fer du Midi, cargo em que demonstrou notável talento organizacional, e em 1862 voltou ao serviço de engenharia, alcançando em 1886 o posto de inspetor-geral. Ele foi enviado em várias missões científicas especiais, incluindo uma ao Reino Unido, na qual escreveu um notável Mémoire sur le travail des femmes et des enfants dans les manufactures de l'Angleterre (1867).

### Guerra Franco-Prussiana
Em julho de 1870, a Guerra Franco-Prussiana começou, o que levou à queda do Segundo Império Francês de Napoleão III. Com o estabelecimento da Terceira República em setembro de 1870, ofereceu seus serviços a Léon Gambetta, foi nomeado prefeito do departamento de Tarn-et-Garonne e, em outubro, tornou-se chefe do gabinete militar. Foram principalmente os poderes de organização de Freycinet que permitiram a Gambetta levantar exército após exército para se opor aos invasores alemães. Ele se revelou um estrategista competente, mas a política de ditar operações aos generais em campo não teve bons resultados. O atrito entre ele e o General d'Aurelle de Paladines resultou noperda da vantagem temporariamente ganha em Coulmiers e Orléans, e ele foi o responsável pela campanha no leste, que terminou na destruição do Armée de l'Est de Charles Denis Bourbaki.

### 1871-1888
Em 1871, ele publicou uma defesa de sua administração sob o título de La Guerre na província pendant le siège de Paris. Ele entrou no Senado em 1876 como seguidor de Gambetta e, em dezembro de 1877, tornou-se Ministro das Obras Públicas no gabinete de Jules Armand Stanislaus Dufaure. Ele aprovou um grande esquema para a aquisição gradual das ferrovias pelo estado e a construção de novas linhas a um custo de três bilhões, e para o desenvolvimento do sistema de canais a um custo adicional de um bilhão. Ele manteve seu cargo no ministério de William Henry Waddington, a quem sucedeu em dezembro de 1879 como primeiro-ministro e ministro das Relações Exteriores. Ele aprovou uma anistia para os comunardos, mas na tentativa de seguir um meio-termo (entre católicos e anticlericalistas) na questão das associações religiosas, ele perdeu o apoio de Gambetta e renunciou em setembro de 1880.
Em janeiro de 1882, tornou-se novamente primeiro-ministro e ministro das Relações Exteriores. A relutância do parlamento francês em se juntar à Grã-Bretanha no bombardeio de Alexandria foi a sentença de morte da influência francesa no Egito. Ele tentou chegar a um acordo ocupando o istmo de Suez, mas o voto de crédito foi rejeitado na Câmara por 417 votos a 75, e o ministério renunciou. Ele voltou ao cargo em abril de 1885 como Ministro das Relações Exteriores no gabinete de Henri Brisson, e manteve esse cargo quando, em janeiro de 1886, ele sucedeu ao primeiro-ministro.
Ele chegou ao poder com um ambicioso programa de reforma interna; mas além de resolver a questão dos pretendentes exilados, seus sucessos foram principalmente na esfera da extensão colonial. Apesar de sua habilidade incomparável como tático parlamentar, ele não conseguiu manter seu partido unido e foi derrotado em 3 de dezembro de 1886. No ano seguinte, após duas tentativas infrutíferas de construção de novos ministérios, ele se candidatou à Presidência da República; mas os radicais, para quem seu oportunismo era desagradável, viraram a balança contra ele, transferindo os votos para Marie François Sadi Carnot.

#### Ministro da Guerra
Em abril de 1888, ele se tornou Ministro da Guerra no gabinete de Charles Floquet - o primeiro civil desde 1848 a ocupar esse cargo. Seus serviços prestados à França nesta capacidade foram a maior conquista de sua vida, e ele desfrutou da honra conspícua de ocupar seu cargo sem interrupção por cinco anos por meio de tantas administrações sucessivas - as de Floquet e Pierre Tirard, seu quarto ministério (março 1890 - fevereiro de 1892), e o Émile Loubet e Alexandre Ribotb. A introdução do serviço de três anos e o estabelecimento de um estado-maior geral, um conselho supremo de guerra e os comandos do exército eram todos devidos a ele. Seu primeiro-ministro foi marcado por acalorados debates sobre a questão clerical, e foi uma votação hostil de seu projeto de lei contra as associações religiosas que causou a queda de seu gabinete. Ele não conseguiu se livrar totalmente da cumplicidade nos escândalos do Panamá e, em janeiro de 1893, renunciou ao Ministério da Guerra.
Em novembro de 1898, ele mais uma vez se tornou Ministro da Guerra no gabinete de Charles Dupuy, mas renunciou ao cargo em 6 de maio de 1899.

### Primeiro-ministro da França
1º Ministério
Ver Gabinete Freycinet I
- Charles de Freycinet - Presidente do Conselho e Ministro das Relações Exteriores
- Jean Joseph Frédéric Farre - Ministro da Guerra
- Charles Lepère - Ministro do Interior e Culto
- Pierre Magnin - Ministro das Finanças
- Jules Cazot - Ministro da Justiça
- Jean Bernard Jauréguiberry - Ministro da Marinha e Colônias
- Jules Ferry - Ministro da Instrução Pública e Belas Artes
- Henri Varroy - Ministro das Obras Públicas
- Adolphe Cochery - Ministro dos Correios e Telégrafos
- Pierre Tirard - Ministro da Agricultura e Comércio

Alteração
- 17 de maio de 1880 - Ernest Constans consegue Lepère como Ministro do Interior e do Culto.

#### 2º Ministério
Ver Gabinete Freycinet II
- Charles de Freycinet - Presidente do Conselho e Ministro das Relações Exteriores
- Jean-Baptiste Billot - Ministro da Guerra
- René Cálice - Ministro do Interior
- Léon Say - Ministro da Fazenda
- Gustave Humbert - Ministro da Justiça e Adoração
- Jean Bernard Jauréguiberry - Ministro da Marinha e Colônias
- Jules Ferry - Ministro da Instrução Pública e Belas Artes
- François de Mahy - Ministro da Agricultura
- Henri Varroy - Ministro das Obras Públicas
- Adolphe Cochery - Ministro dos Correios e Telégrafos
- Pierre Tirard - Ministro do Comércio

#### 3º Ministério
Ver Gabinete Freycinet III
- Charles de Freycinet - Presidente do Conselho e Ministro das Relações Exteriores
- Georges Boulanger - Ministro da Guerra
- Ferdinand Sarrien - Ministro do Interior
- Marie François Sadi Carnot - Ministra das Finanças
- Charles Demôle - Ministro da Justiça
- Théophile Aube - Ministro da Marinha e Colônias
- René Cálice - Ministro da Instrução Pública, Belas Artes e Culto
- Jules Develle - Ministro da Agricultura
- Charles Baïhaut - Ministro das Obras Públicas
- Félix Granet - Ministro dos Correios e Telégrafos
- Édouard Locroy - Ministro do Comércio e Indústria

Alteração
- 4 de novembro de 1886 - Édouard Millaud sucede Baïhaut como Ministro das Obras Públicas

#### 4º Ministério
Ver Gabinete Freycinet IV
- Charles de Freycinet - Presidente do Conselho e Ministro da Guerra
- Alexandre Ribot - Ministro das Relações Exteriores
- Ernest Constans - Ministro do Interior
- Maurice Rouvier - Ministro da Fazenda
- Armand Fallières - Ministro da Justiça e Culto
- Jules Roche - Ministro das Colônias e do Comércio e Indústria
- Édouard Barbey - Ministro da Marinha
- Léon Bourgeois - Ministro da Instrução Pública e Belas Artes
- Jules Develle - Ministro da Agricultura
- Yves Guyot - Ministro de Obras Públicas

## Publicações
- Traité de mécanique rationnelle (1858)
- De l'analyse infinitésimale (1860, ed. Revisada, 1881)
- Des pentes économiques en chemin de fer (1861)
- Emploi des eaux d'égout na agricultura (1869)
- Principes de l'assainissement des villes (1870)
- Traité d'assainissement industriel (1870)
- Essai sur la philosophie des sciences (1896)
- La Question d'Égypte (1905)
- Contemporain: 'Pensées contribuiu com o pseudônimo de Alceste "